# Soma (biologia)
Struttura tipica di un neurone
Il soma (Perikaryon in inglese) è la parte centrale del neurone, costituita dal pirenoforo in cui risiedono il nucleo e gli altri organelli deputati alle principali funzioni cellulari (apparato di Golgi, neurofilamenti, neurotubuli, granuli di pigmento, sostanza tigroide, mitocondri, nucleo, reticolo endoplasmatico liscio e rugoso).
Il nucleo del soma ha un diametro di dimensioni variabili (da 4 µm nei piccoli neuroni può arrivare a 100 µm) e una cromatina molto lassa, motivo per cui, non trattenendo colorante, al microscopio ottico appare poco colorato.
Il nucleolo, invece, è fortemente basofilo. La basofilia citoplasmatica non è omogenea, poiché sono presenti delle aree più scure, dette zone di Nissl. Queste zone derivano dall'accumulo di ribosomi liberi e reticolo endoplasmatico rugoso. Inoltre, il soma presenta un apparato del Golgi molto sviluppato ed esteso, che si dispone intorno al nucleo (è perinucleare).
Molto sviluppato nel corpo del neurone è anche il citoscheletro, che comprende microtubuli (definiti neurotubuli), filamenti sottili e filamenti intermedi, formati dalla proteina dei neurofilamenti. Con una colorazione di impregnazione argentica è possibile vedere che i vari elementi del citoscheletro non sono separati fra di loro, ma si compattano a formare delle strutture, che vengono definite neurofibrille. Le neurofibrille formano una rete, che si estende fino ai dendriti e all'assone.
Il termine soma deriva dal greco σῶμα, che significa 'corpo'. Infatti, il soma di un neurone è spesso indicato anche col nome di corpo della cellula.